# ベルナール2世 (オーヴェルニュ伯)
ベルナール2世（フランス語：Bernard II Plantevelue/Plantapilosa, 841年3月22日 - 886年）は、オーヴェルニュ伯（在位：864/872年 - 886年）、オータン伯、セプティマニア辺境伯。セプティマニア辺境伯ベルナールとドゥオダの子。885年にフランク王カール3世よりアキテーヌ侯の地位を与えられた。

## 生涯
母ドゥオダによって書かれた『手引書（Liber Manualis）』によると、ベルナールはルートヴィヒ1世の死の翌年、ユゼスで生まれた。
868年より前にセプティマニア辺境伯に任ぜられた。また、857年から868年までブリウドの在俗修道院長をつとめた。しかし876年までにはベルナールは位を剥奪され、代わってベルナール・ド・ゴティがセプティマニア辺境伯となった。その後ベルナールは再びカール3世のもとに戻り、プロヴァンス王ボソとの戦いにおいてマコン伯領を手に入れた。

## 子女
ベルナールはエルマンガルド（オーヴェルニュ伯ベルナール1世もしくはゲラン・ド・プロヴァンスの娘）と結婚し、少なくとも以下の2人の子女をもうけた。
- ギヨーム（875年 - 918年） - オーヴェルニュ伯、アキテーヌ公
- アデリンダ - カルカソンヌ伯アクフレ1世と結婚。息子ギヨームおよびアクフレは後にアキテーヌ公位を継承する。

## あだ名の語源
PlantevelueまたはPlantapilosaはしばしば「毛深脚伯」と訳される。これは、ラテン語のplantaが「足の裏」を意味することからきている。しかし、アクイタニア語の近縁の言語とされるバスク語においては、plantaは「容姿」を意味し、「毛深い容姿」という意味となる。また、ラテン語のplantaには「繁殖の芽」の意味もあるため、エニシダの芽がふさふさであるという「ふさふさの芽」という意味は、後の「プランタジネット」の名と比べることができる。昔のアクィタニアでは、神の名はバスク語の動植物を示す語と語源が同じであった。